# Mr. Potato (personaggio)
Mr. Potato è uno dei personaggi principali del film d'animazione Toy Story.
Mr. Potato (spesso indicato semplicemente come "Potato") è uno dei personaggi di supporto nei film Disney / Pixar Toy Story. È un umoristico, bizzarro personaggio basato sull'omonimo giocattolo Mr. Potato commercializzato da Hasbro e Playskool; compare nel primo film di Toy Story e nei Sequel. Nel primo film si potrebbe pensare che sia un semi-antagonista, ma in seguito si scopre che è buono quanto i suoi amici giocattoli.
Mr. Potato è presente in assortiti articoli e prodotti della Disney.

## Aspetto
Mr. Potato ha l'aspetto di una patata con occhi, bocca, orecchie, naso, braccia e gambe smontabili. È la versione animata di un giocattolo realmente esistente, che come lui si chiama Mr. Potato.
Nel film, il personaggio ha l'abilità di separare le sue parti staccabili rimuovendole dai buchi. Ha anche un compartimento nella parte bassa della schiena per conservare accessori extra.
È rappresentato come l'unico giocattolo dei film in grado di mantenere il controllo sulle sue parti, anche se distano parecchi centimetri dal suo corpo principale, molto probabilmente perché il giocattolo originale è progettato per essere smontato, a differenza di molti altri tipi di giocattoli. Può quindi vedere, anche se i suoi occhi staccabili vengono rimossi, e può muovere le mani e le gambe se sono distaccati.

## Personalità
Mr. Potato appare come un personaggio molto burbero, irascibile e all' inizio era anche piuttosto antipatico. 
Andy lo cita spesso come un cattivo nei suoi giochi, il che sembra essere il motivo per cui può essere così cinico e irritabile: essere considerato spesso come il cattivo nel cast di Toy Story.
Anche se irritabile e scortese, in fondo ha un cuore d'oro, ama sua moglie ed è pronto a fare di tutto per salvare i suoi amici.
Nel primo film è inizialmente scortese e sgarbato con Woody, perché invidioso del fatto che sia il giocattolo preferito di Andy ( ed anche perché lui viene scelto spesso per interpretare il cattivo che viene sempre sconfitto dall'eroe e spesso finisce in situazioni nelle quali rimane sempre senza i suoi pezzi, e questo non gli va bene ). Quando Woody fa erroneamente cadere Buzz dalla finestra, è proprio lui il primo ad accusare lo sceriffo di aver tentato di eliminarlo. Tuttavia, alla fine capirà i suoi errori e cercherà di compensarsi salvando i suoi amici.
Nonostante il carattere in Toy Story, Potato diventa molto più amichevole dopo l'arrivo della signora Potato.
Nella trama originale del primo film, aveva in gran parte la stessa personalità del film finale, con il suo cinismo demarcato anche dal fatto che commentava tutto ciò che faceva Buzz. Ha anche dimostrato di essere molto sulla difensiva coi suoi compagni giocattoli, come dimostra il suo racconto a Woody, dopo che quest'ultimo ha insultato Slinky Dog perché minacciato di esser buttato giù dal letto per non aver voluto obbedirgli.

## Apparizioni

### Lungometraggi
- Toy Story
- Toy Story 2
- Toy Story 3
- Toy Story 4

### Programmi TV
- Toy Story Toons
- Toy Story of Terror!
- Toy Story: Tutto un altro mondo

### Videogiochi
- Toy Story Mania!
- Toy Story
- Toy Story 2: Woody e Buzz alla riscossa!
- Toy Story Racer
- Toy Story 3: Il videogioco

### Parchi Disney
Nei parchi Disney Mr. Potato è presente come decorazione nella zona Pixar, e fa delle apparizioni degne di nota ai Disney's Hollywood Studios.
Appare inoltre come attrazione a Disneyland Paris e Walt Disney World Resort: Potato agisce come un direttore di circo e parla agli ospiti mentre sono in fila per un'attrazione. È un grande giocattolo che può davvero interagire con gli ospiti e, come cenno di riconoscenza, separare i pezzi del suo corpo. È in grado di identificare gli ospiti e gli abiti che indossano.

## Curiosità
- La frase di Mr. Potato "Cosa stai guardando, il tuo disco da hockey?" è uno dei tormentoni di Don Rickles.